# Астрахань (порт)
Астрахань — морской порт в городе Астрахань Астраханской области. Порт расположен в Трусовском районе города на правом берегу Волги. Согласно реестру морских портов, в порту Астрахань имеется 26 причалов. Длина причального фронта морского порта составляет 3605 метров, площадь акватории морского порта — 53,96 км², пропускная способность грузовых терминалов — 9 934,5 тысяч тонн в год
Морской порт Астрахань имеет порядковый регистрационный номер К-1. В порту работает 16 операторов морских терминалов.
Основан в 1722 году на Кутумовой реке. Позднее перенесён на берег Волги. В 1857 году на территории порта был построен механический завод с 13 мастерскими, а в 1859 году введен в эксплуатацию плавучий деревянный док для ремонта судов. Во второй половине XIX века сформировалась астраханская причальная линия.
В апреле 1960 года Морской торговый порт и Астраханский речной порт были объединены и получили общее название Астраханский порт ВОРПа. В 1993 году Астраханский порт преобразован в акционерное общество открытого типа.

## Грузооборот
| млн т     | 2,70 | 2,30 | 2,65 | 3,70 |
| Источник: |      |      |      |      |